# Glypta rubripes
Glypta rubripes är en stekelart som beskrevs av Cresson 1870. Glypta rubripes ingår i släktet Glypta och familjen brokparasitsteklar. Inga underarter finns listade i Catalogue of Life.